# Marc Emili Lèpid (cònsol 158 aC)
Marc Emili Lèpid (en llatí Marcus Aemilius M'. F. M. N. Lepidus) va ser un magistrat romà del segle ii aC. Era possiblement fill de Marcus Aemilius Lepidus, pretor l'any 213 aC. Formava part de la gens Emília i era de la família dels Lèpid.
Va ser elegit cònsol l'any 158 aC juntament amb Gai Popil·li Laenes. Només el mencionen Plini i els Fasti.